# محمود النيجرو
محمود إسماعيل النيجرو لاعب كرة قدم مصري راحل كان يجيد اللعب في خط الهجوم.
لعب طوال مسيرته الرياضية في نادي شرطة القاهرة.
شارك مع منتخب مصر في بطولة كأس العالم 1934 في إيطاليا حيث خرج من الدور الثمن النهائي.

## وصلات خارجية
- محمود النيجرو على موقع الاتحاد الدولي (مؤرشف)  (الإنجليزية)
- محمود النيجرو على موقع Soccerway.com (الإنجليزية)

- هذا سيرة ذاتية